# Microsoft Layer for Unicode
Microsoft Layer for Unicode (MSLU) est une bibliothèque logicielle destinée à simplifier le développement de logiciels reconnaissant Unicode et tournant sous Windows 95, Windows 98 ou Windows Me. Elle est aussi connue en tant que UnicoWS (Unicode for Windows 95/98/Me Systems), UNICOWS.DLL ou cows (« vaches » en français).
Microsoft la décrit ainsi : « une couche au-dessus de l'API de Win32 sur Windows 95/98/ME de façon que vous puissiez écrire une seule version Unicode de votre application et qu'elle tourne correctement sur toutes les plates-formes,. Auparavant, les concepteurs de logiciels devaient soit publier deux versions différentes du même logiciel ou recourir à un complexe système de transformation de chaînes de caractères interagissant avec l'API lors de l'exécuton du logiciel.

## Disponibilité
Le MSLU, annoncé en mars 2001, était disponible en juillet de la même année  dans le Microsoft's Platform SDK. 
Il s'agit probablement d'une arrivée tardive, car la popularité de Windows 95/98/ME était sur le déclin depuis plusieurs années. Pour cette raison, le Microsoft's Platform SDK était surnommé Godot, en référence à En attendant Godot (roman décrivant l'attente interminable de Godot).